# Gazoline et la Planète rouge

Gazoline et la Planète rouge est une bande dessinée de science-fiction humoristique de Jano publiée dans L'Écho des savanes en 1989 et reprise en album par Albin Michel la même année. Situé dans l'univers post-apocalyptique introduit en 1982 par Le Zonard des étoiles, cet album a remporté « dans la polémique » l'Alph'Art du meilleur album français au festival d'Angoulême 1990 face à Murmure de Lorenzo Mattotti ou Colin Maillard de Max Cabanes, considérés comme favoris.

## Résumé
Gazoline est une punkette délurée qui vit à l’écart de la société dans un désert martien post-apocalyptique, en compagnie de Skooby, un robot intelligent qui lui sert aussi de véhicule aérien. Elle est en butte aux attaques de Zonald et de ses acolytes qui n’ont de cesse d’assouvir leurs fantasmes sexuels avec elle. À peine y sont-ils parvenus qu’elle profite du naufrage tout proche d’un vaisseau extra-terrestre gnap pour s’échapper avec Yotko, un coyote bricoleur avec qui elle partage un moment de sexe et de drogue. Mais Skooby a disparu ! Le mage Emboukan, rencontré par hasard, lui apprend qu’il est retenu prisonnier dans la base de l’empire Povnaz, l’unique force militaire de la planète, désormais le dernier rempart contre les Gnaps qui, en se multipliant sans cesse, menacent tous les habitants de la planète. Gazoline pénètre dans la base, échappe au monstre en rut envoyé par le commandant suprême Von Nazbrock pour qu'il la viole et récupère Skooby. Elle s'engage alors dans la lutte contre les Gnaps. Pour contenir leur avancée qui paraît inéluctable, elle négocie un accord avec les Grompfens, des sauriens lourdauds qui émettent des vibrations qui repoussent les envahisseurs. Elle utilise par ailleurs l’autorité d’Emboukan pour susciter parmi les occupants de la base un élan de recherches « scientifiques ». Les résultats obtenus sont mitigés. Survient Yotko à bord d’un voilier solaire. Pendant la partie de jambes en l’air qui scelle ses retrouvailles avec Gazoline, une planète rouge apparaît et grossit dans le ciel. Ses rayons font mourir tous les Gnaps. La vie ordinaire reprend son cours.

## Personnages
- Gazoline : une femelle léopard anthropomorphe
- Skooby : un robot/véhicule
- Zonald : un canard anthropomorphe, dont le nom est une parodie de Donald Duck
- Yotko : un coyote anthropomorphe
- Emboukan : le grand sorcier intersidéral
- les Gnaps : des extra-terrestres envahisseurs

## Editions
- Gazoline et la planète rouge, Paris, Albin Michel, coll. « L'Écho des savanes », 1989, 50 p. (ISBN 2-226-03725-X)
- Gazoline et la planète rouge, Issy-les-Moulineaux, Vent des savanes, 2008, 48 p. (ISBN 978-2-35626-057-4)
- Gazoline : l'intégrale, Bordeaux, Les Requins Marteaux, 2015, 110 p. (ISBN 978-2-84961-179-1)

## Récompenses
- 1990 : Alph'Art du meilleur album français au festival d'Angoulême[2].

### Documentation
- Romain Brethes, « Gazoline et la Planète rouge », dans Primés à Angoulême, Angoulême : Éditions de l'An 2, 2003, p. 54-55.